# Justes
Justes ist ein Ort und eine ehemalige Gemeinde (Freguesia) im portugiesischen Kreis Vila Real. Die Gemeinde hatte 337 Einwohner (Stand 30. Juni 2011).
Am 29. September 2013 wurden die Gemeinden Justes und São Tomé do Castelo zur neuen Gemeinde União das Freguesias de São Tomé do Castelo e Justes zusammengeschlossen.